# هاينر موللر
هاينر موللر (بالألمانية: Heiner Müller). هو شاعر وكاتب مسرحي وكاتب مقالات ألماني. ولد عام 1929 في زاكسن، ومات عام 1995 في برلين.وفي عام 1945 اشترك في الحرب. وفي بداية الخمسينيات عمل صحافياً وكاتباً في برلين. كما عمل في اتحاد الكتاب في ألمانيا الديموقراطية، ثم سحبت منه عضويته عام 1961. ومنذ عام 1964 ألف مسرحيات تناول فيها ثيمات إغريقية ورومانية قديمة، كما اهتم بأعمال شكسبير. وفي الفترة من 1970 حتى 1976 عمل مخرجاً مسرحياً في مسرح برلينر إنسامبل (فرقة برلين) في برلين، وتولى إدارته.

## روابط خارجية
- هاينر موللر على موقع IMDb (الإنجليزية)
- هاينر موللر على موقع مونزينجر (الألمانية)
- هاينر موللر على موقع ميوزك برينز (الإنجليزية)
- هاينر موللر على موقع ديسكوغز (الإنجليزية)
- هاينر موللر على موقع كينوبويسك (الروسية)